# لی‌تاون (کنتاکی)
لی‌تاون (به انگلیسی: Leetown) یک منطقهٔ مسکونی در ایالات متحده آمریکا است که در کنتاکی واقع شده‌است. لی‌تاون ۱۸۲٫۸۸ متر بالاتر از سطح دریا قرار دارد.